# Рифмованный сленг

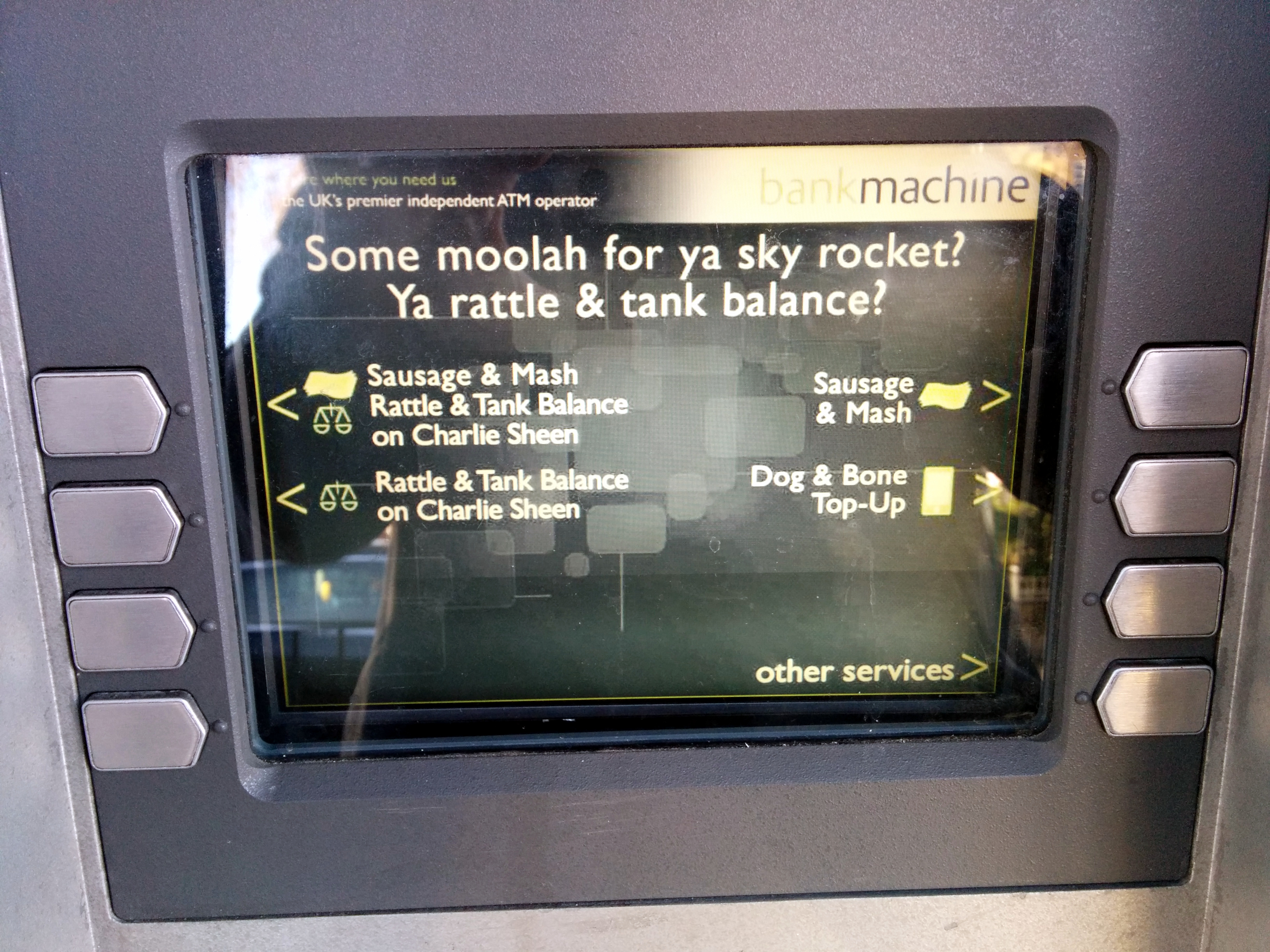
Меню банкомата на Хакни-роуд в Лондоне на рифмованном сленге кокни Рифмующиеся слова оставлены, чтобы облегчить понимание сленга.

Рифмованный сленг — это форма построения сленговых слов в английском языке. Он особенно распространен среди кокни в Англии и впервые был использован в начале 19 века в лондонском Ист-Энде ; отсюда и его альтернативное название, рифмованный сленг кокни. В США, особенно в преступном мире Западного побережья между 1880 и 1920 годами, рифмованный сленг иногда называли австралийским сленгом.
Построение рифмованного сленга предполагает замену общего слова фразой из двух или более слов, последнее из которых рифмуется с исходным словом; затем, почти во всех случаях, рифмующееся слово убирается, делая значение фразы неясным для посторонних слушателей.

## Примеры
Сленг кокни можно пояснить на следующем примере: рифмованная фраза "apples and pears" («яблоки и груши») используется для обозначения лестницы. Далее убирается часть «и груши», поэтому произнесенная фраза "I'm going up the apples" («Я поднимаюсь по яблокам») означает  "I'm going up the stairs" («Я поднимаюсь по лестнице»).
В некоторых примерах смысл еще больше скрывается за счет добавления второй итерации рифмы и усечения исходной рифмованной фразы.

### Фонетические и фоносемантические формы
Гилад Цукерманн, лингвист и специалист по возрождению языков, предложил различать рифмованный сленг, основанный только на звуке, и фоносемантический рифмованный сленг, который включает семантическую связь между сленговым выражением и его референтом (то, к чему оно относится). В качестве примера рифмованного сленга, основанного только на звучании, можно привести "tea leaf" (thief, вор) Примером фоносемантического рифмованного сленга является "sorrowful tale" ((three months in) jail) в этом случае человек, придумывающий сленговый термин, видит семантическую связь, иногда шутливую, между выражением кокни и его референтом.

### Использование в массовой культуре
Использование рифмованного сленга распространилось за пределы диалектов, и некоторые примеры можно найти в основной лексике британского английского языка, хотя зачастую говорящие могут не знать о происхождении этих слов.
- Выражение «Blowing a raspberry» происходит от «raspberry tart», обозначающего «fart».[2]
- «berk», мягкое уничижительное слово, широко используемое в Великобритании и обычно не считающееся особенно оскорбительным, происходит от «Berkeley Hunt», как рифмы для значительно более оскорбительного «cunt».[12]
- «have a butcher's», обозначает look, от «butcher's hook».[13]

Большинство слов, измененных в результате этого процесса, являются существительными, но некоторые из них являются и прилагательными.

## История
Считается, что рифмованный сленг возник в середине 19 века в лондонском Ист-Энде, несколько источников указывают на то, что это произошло примерно в 1840-х годах. Flash Dictionary неизвестного автора, опубликованный в 1921 году Смитоном, содержит несколько рифм. В «Словаре современного сленга, канта и вульгарных слов» Джона Камдена Хоттена 1859 года также говорится, что он возник в 1840-х годах («около двенадцати или пятнадцати лет назад») в лондонском районе Seven Dials. Словарь Хоттена включал первый известный «Глоссарий рифмованного сленга», в который вошли более поздние примеры
Неясно, как именно возник рифмованный сленг: как лингвистическая игра среди друзей или как криптолект, специально разработанный для того, чтобы сбить с толку неместных жителей. Если создание сленга было преднамеренным, он мог также использоваться для поддержания чувства общности, или для ведения непонятных покупателям диалогов торговцами на рынках с целью сговора, или преступниками. 
Академик, лексикограф и радиоведущий Теренс Долан предположил, что рифмованный сленг был изобретен ирландскими иммигрантами в Лондоне, «чтобы англичане не понимали, о чем они говорят».

## В популярной культуре

### Кино
Персонаж Кэри Гранта обучает рифмованному сленгу свою спутницу в фильме «Мистер Счастливчик» (1943), описывая его как «австралийский рифмованный сленг». Рифмованный сленг также используется и описан в сцене из фильма «Учителю, с любовью» с Сидни Пуатье в главной роли, где студенты-англичане говорят своему иностранному учителю, что сленг — это унылая вещь для стариков. Заключительная песня криминальной драмы «Ограбление по-итальянски» содержит множество сленговых терминов.
Рифмованный сленг использовался для придания аутентичности обстановке Ист-Энда в фильмах «Карты, деньги, два ствола» (где сленг переводится субтитрами в одной из сцен); Лайми; Сексуальная тварь; Большой куш; Одиннадцать друзей Оушена; Остин Пауэрс:Голдмембер; Все из-за Пита Тонга в честь диск-жокея радио BBC Пита Тонга, чье имя используется вместо wrong (It's All Gone Pete Tong - It's All Gone Wrong - "Всё пошло не так"); Хулиганы. В Пределе риска (2011) Уилл Эмерсон, которого играет Пол Беттани, спрашивает друга по телефону: «How's the trouble and strife?"» (где strife используется вместо wife - "жена").
В песне «Trip A Little Light Fantastic» из диснеевского фильма «Мэри Поппинс возвращается» часть текста включает рифмованный сленг кокни, и на нем в основном говорят лондонские фонарщики.

### Спорт
В шотландском футболе у ряда клубов существуют прозвища, заимствованные из рифмованного сленга. Партик Тисл известны как «Harry Rags», что происходит от рифмованного сленга их «официального» прозвища «the jags». Рейнджерс известны как «Teddy Bears», что происходит от рифмованного сленга «the Gers» (сокращенная версия Рейн-джерс). Харт оф Мидлотиан известны как «Jambos», что происходит от «Jam Tarts», что является рифмованным сленгом для «Hearts» из названия клуба. Хиберниан также называют «The Cabbage», что происходит от Cabbage and Ribs, которые являются рифмованным сленгом для Hibs.

В лиге регби попытку (try) называют также «meat pie».
1. ↑  Cockney cash: Lady Godivas and speckled hens. BBC News. 17 апреля 2012. Архивировано 11 апреля 2023. Дата обращения: 12 ноября 2021.
2. 1 2  Cockney Rhyming Slang: Origins and survival. Unravel magazine. Архивировано 4 апреля 2023. Дата обращения: 28 июня 2022.
3. ↑  Smith, Jack (7 октября 2018). Jack may have been a dull boy, but he had lots of friends. Sharon Herald. Архивировано 8 апреля 2023. Дата обращения: 10 октября 2018.
4. ↑  Partridge, Eric H. A Dictionary of the Underworld: British and American. — Routledge, 1968. — P. 12. — ISBN 978-1-138-90447-7. — doi:10.4324/9781315696300.
5. ↑  Maurer, D.W. (1944). 'Australian' Rhyming Argot in the American Underworld. American Speech. 19 (3): 183–195. doi:10.2307/487290.
6. ↑  Baker, Sidney J. The Australian Language. — Angus & Robertson, 1945. — P. 271.
7. ↑  Roberts, Chris. Heavy Words Lightly Thrown: The Reason Behind Rhyme. — Waterville, ME : Gale/Thorndike Press, 2006. — ISBN 978-0-7862-8517-4.
8. ↑  Bryson, Bill. Mother Tongue. — Penguin Books, 1990. — ISBN 978-0-14-014305-8. Bryson, a humourist, states that there is a special name given to this omission: "the word that rhymes is almost always dropped... There's a technical term for this process as well: hemiteleia". Given that this is a genus of plant species, and appears in no readily available sources as a linguistic term, it is unclear whether the humourist was being humorous, or informative.
9. ↑  Ayto, John. The Oxford Dictionary of Rhyming Slang. — Oxford, UK : Oxford University Press, 2003. — ISBN 978-0-19-280122-7.
10. 1 2  Jacot de Boinod, Adam (9 июня 2014). Guide to Cockney Rhyming Slang. The Guardian. Архивировано 19 мая 2018. Дата обращения: 25 марта 2018.
11. 1 2 3 4  Zuckermann, Ghil'ad. Language Contact and Lexical Enrichment in Israeli Hebrew. — Palgrave Macmillan, 2003. — ISBN 978-1-4039-1723-2. — doi:10.1057/9781403938695.
12. ↑  "berk". Oxford English Dictionary. Oxford University Press. 2nd ed. 1989.: “Origin: 1930s: abbreviation of Berkeley or Berkshire Hunt, rhyming slang for ‘cunt’.”
13. ↑  "butcher". Oxford English Dictionary. Oxford University Press. 2nd ed. 1989.: “have (or take) a butcher's (informal) Have a look.”
14. ↑  Partridge, Eric. Dictionary of Historical Slang. — London : Penguin, 1972. — ISBN 9780140510461.
15. 1 2 3  Hotten, John Camden. Some Account of the Rhyming Slang, the Secret Language of Chaunters and Patterers // A Dictionary of Modern Slang, Cant, and Vulgar Words. — London, 1859. — P. 133–136.
16. ↑  Sullivan, Dick. "Weeping Willow" Stands for "Pillow": Victorian Rhyming Slang (16 июля 2007). Дата обращения: 26 января 2017. Архивировано 2 декабря 2016 года.
17. 1 2  Julian Franklyn. Essay. — 1960.
18. ↑  Partridge, Eric H. Slang: To-Day and Yesterday. — Routledge, 2015. — ISBN 978-1-138-91211-3. — doi:10.4324/9781315692111.
19. ↑  Irish-English Explained. Eolas Magazine. Февраль 2012. Архивировано 7 апреля 2023. Дата обращения: 26 января 2017.
20. ↑  To Sir With Love – Script – transcript from the screenplay and/or Sidney Poitier movie. www.script-o-rama.com. Дата обращения: 19 марта 2018. Архивировано 19 сентября 2021 года.
21. ↑  Newman, Kim. Cult: A Shambles in Belgravia. BBC.com (18 июня 2014). Дата обращения: 26 января 2017. Архивировано 15 апреля 2023 года.
22. ↑  A Clockwork Orange and Nadsat. AnthonyBurgess.com. Архивировано 6 апреля 2023. Дата обращения: 28 июня 2022.
23. ↑  Clockwork Orange: A review with William Everson Архивировано {{{2}}}.. Retrieved: 2012-03-11.
24. ↑  Stats Insider: Chasing the elusive 'meat pie'. National Rugby League. 18 августа 2009. Архивировано 6 апреля 2023. Дата обращения: 6 апреля 2023.